# Билет федерального резервного банка
Билет федерального резервного банка (англ. Federal Reserve Bank Note) — тип банкнот США, эмитировавшихся в период с 1915 по 1934 год. Билеты являлись законным платёжным средством наряду с билетами Соединённых Штатов, билетами национальных банков, федеральными резервными билетами, серебряными сертификатами и золотыми сертификатами, имевшим хождение в то время. Отличие билета федерального резервного банка от федерального резервного билета заключалось в том, что первые выпускались по отдельности каждым из 12 федеральных резервных банков, тогда как выпуск вторых был централизованным. В настоящее время выпуск билетов прекращён, поскольку с 1971 года единственным типом банкнот, эмитирующихся в США, являются федеральные резервные билеты.
Впервые билеты федерального резервного банка большого размера были выпущены в 1915 году в номиналах $5, $10 и $20. Их особенностью было художественное оформление, сочетающее в себе графику как билетов национальных банков, так и федеральных резервных билетов. В 1918 году были дополнительно выпущены билеты с номиналами $1, $2 и $50.
В разгар великой депрессии у населения США существовала серьёзная потребность в наличных деньгах, поскольку из-за разорившихся банков у многих были утеряны сбережения. Эмиссии билетов национальными банками было недостаточно. В связи с этим были приняты экстренные меры по дополнительной печати билетов федеральных резервных банков малого размера. Их выпуск продолжался с 1933 по 1934 год. Печать осуществлялась на той же бумаге, что и для билетов национальных банков. Для последних в правом нижнем было предусмотрена печать подписи президента банка с соответствующим пояснением «Президент» (англ. President). Поскольку федеральными резервными банками руководили «управляющие» (англ. Governor), для выпуска билетов малого размера пришлось делать запечатку надписи President, а левее указывать Governor. Помимо этого была сделана дополнительная надпись «…или посредством вложения в иные ценные бумаги» (англ. Or by like deposit of other securities) после фразы «Обеспечено облигациями Соединённых Штатов, депонируемых Казначеем Соединённых Штатов Америки» (англ. Secured by United States bonds deposited with the Treasurer of the United States of America). В остальном дизайн был очень похож — в частности коричневые печати банков и серийный номер.
Билеты были отпечатаны в номиналах от $5 до $100. На них впервые появились коды 12 регионов, их изъятие началось в 1945 году.

## Изображения

### Билеты большого размера
|  | $1   | 7.375 x 3.125 дюймов (187 x 79 мм) | Зелёный и чёрный | Джордж Вашингтон       | Летящий орлан с флагом США в лапах |
|  | $2   | 7.375 x 3.125 дюймов (187 x 79 мм) | Зелёный и чёрный | Томас Джефферсон       | Линейный корабль типа «Нью-Йорк» |
|  | $5   | 7.375 x 3.125 дюймов (187 x 79 мм) | Зелёный и чёрный | Авраам Линкольн        | Слева — Христофор Колумб ступает на новые открытые земли Справа — пилигримы, высаживающиеся на берег                                      |
|  | $10  | 7.375 x 3.125 дюймов (187 x 79 мм) | Зелёный и чёрный | Эндрю Джексон          | Виньетка с изображением фермы и фабрики                                                                                                   |
|  | $20  | 7.375 x 3.125 дюймов (187 x 79 мм) | Зелёный и чёрный | Стивен Гровер Кливленд | Виньетка с изображением видов транспорта — паровоза, автомобиля, самолёта, буксира и океанского лайнера, проплывающие мимо Статуи Свободы |
|  | $50  | 7.375 x 3.125 дюймов (187 x 79 мм) | Зелёный и чёрный | Улисс Симпсон Грант    | Панама между океанским лайнером и линейным кораблём                                                                                       |
|  | $100 | 7.375 x 3.125 дюймов (187 x 79 мм) | Зелёный и чёрный | Бенджамин Франклин     | Билет не находился в свободном обращении, был сделан лишь пробный оттиск                                                                  |

### Билеты малого размера
|  | $5   | 6.125 x 2.625 дюймов (156 x 67 мм) | Зелёный и чёрный | Авраам Линкольн     | Мемориал Линкольну                                                   |
|  | $10  | 6.125 x 2.625 дюймов (156 x 67 мм) | Зелёный и чёрный | Александр Гамильтон | Здание Казначейства США (англ. Treasury Building (Washington, D.C.)) |
|  | $20  | 6.125 x 2.625 дюймов (156 x 67 мм) | Зелёный и чёрный | Эндрю Джексон       | Белый дом                                                            |
|  | $50  | 6.125 x 2.625 дюймов (156 x 67 мм) | Зелёный и чёрный | Улисс Симпсон Грант | Капитолий Соединённых Штатов                                         |
|  | $100 | 6.125 x 2.625 дюймов (156 x 67 мм) | Зелёный и чёрный | Бенджамин Франклин  | Индепенденс-холл                                                     |